# Margot Zweers
Margot Zweers ('s-Gravenhage, 8 november 1989) is beeldhouwer, houtbewerker en beeldend kunstenaar. 
Zweers doorliep van 2008 - 2012 de opleiding tot beeldend kunstenaar aan de St Joost Akademie te Breda, waarna ze in 2014 haar master Sculptuur aan de HFBK te Hamburg met succes afrondde.
Van Zweers zijn verschillende prijzen ten deel gevallen, waaronder de St. Joost Penning (2012) en de Hermine van Bers kunstprijs (2014).